# Chuyến bay 571 của Không quân Uruguay
Chuyến bay số 571 của Không quân Uruguay hay tai nạn máy bay trên dãy Andes là một chuyến máy bay chở 45 người rơi xuống dãy Andes ngày 13 tháng 10 năm 1972. Đội bóng bầu dục của Trường Stella Maris (Colegio Stella Maris) đang trên đường đến một trận đấu tại Santiago (Chile). Chuyến bay này nổi tiếng vì những thử thách mà những người sống sót đã vượt qua, có 16 người còn sống được cứu ngày 23 tháng 12 năm 1972. Một số cuốn sách và bộ phim đã được xuất bản, kể lại câu chuyện này.

## Tai nạn
Ngày 12 tháng 10, chiếc máy bay Động cơ tuốc bin cánh quạt Fairchild FH-227D của Không quân Uruguay cất cánh từ Sân bay Quốc tế Carrasco. Chuyến bay chở các thành viên câu lạc bộ bóng bầu dục "Old Christians" của Montevideo đến chơi với đội Old Boys tại Santiago. Thời tiết xấu bắt họ phải trải qua một đêm tại Mendoza (Argentina) ở chân dãy núi. Chuyến bay tiếp tục vào buổi chiều ngày 13 tháng 10 để tới Santiago. Do lỗi dẫn lái, phi công bảo cho nhân viên kiểm soát không lưu tại Santiago là họ đang ở trên Curicó (Chile). Sau này, lỗi này đã gây khó khăn cho việc tìm kiếm nơi máy bay rơi xuống.
Máy bay bắt đầu chìm trong màn tuyết khi gặp dãy núi. Chiếc Fairchild đâm vào đỉnh Vô danh (về sau được đặt tên Cerro Seller), nằm giữa Cerro Sosneado và núi lửa Tinguiririca, gần biên giới Argentina và Chile. Máy bay rơi vào đỉnh núi ở độ cao 4.200 mét trên mực nước biển, đỉnh này kéo cánh bên phải ra khỏi máy bay mạnh đến mức bộ phận thăng bằng bị văng ra, tạo một lỗ to ở phía sau thân máy bay. Máy bay đâm vào đỉnh thứ hai, cánh bên trái bị kéo đứt, chỉ còn thân máy bay trong không trung. Cuối cùng, máy bay rơi xuống đất và trượt xuống dốc cao trước khi ngừng lại trong đống tuyết.
Trong số 45 hành khách, 12 người thiệt mạng trong chốc lát; năm người khác chết sáng hôm sau, và vào ngày thứ tám, một người nữa chết do bị thương. 27 người còn lại gặp nhiều khó khăn trong thời tiết lạnh lẽo trên núi. Nhiều người bị thương khi máy bay rơi, như gãy chân khi bị ghế máy bay đè lên. Những người sống sót thiếu các dụng cụ như kính đeo mắt để khỏi bị mù tuyết (tuy một trong những người sống sót cuối cùng, Adolfo "Fito" Strauch, có làm vài đôi kính râm để che nắng), áo lạnh, và giày phù hợp cho vùng núi tuyết. Tai hại nhất là việc không có dụng cụ y tế, nên hai sinh viên y khoa năm đầu tiên còn sống phải bó xương bằng những phần còn lại của máy bay.

## Cuộc tìm kiếm
Ba quốc gia gửi người tới để tìm chiếc máy bay. Tuy nhiên, họ không thể nhìn thấy chiếc máy bay màu trắng trong tuyết từ trên không trung, và họ ngưng tìm sau tám ngày. Các sinh viên trong số hành khách sống sót đã tìm thấy một radio xách tay trên máy bay và vào ngày thứ 11 Roy đã nghe tin rằng cuộc tìm kiếm bị hủy bỏ. Trong cuốn Alive: The Story of the Andes Survivors, dựa trên phỏng vấn với những người sống sót, Piers Paul Read miêu tả tình cảnh lúc họ nghe tin tức này:
Mọi người đang xúm quanh Roy, khi nghe được tin, họ bắt đầu khóc lóc và cầu nguyện, ngoại trừ Parrado; anh nhìn lên ngọn núi ở phía tây một cách bình tĩnh. Gustovo Coco Nicolich bước ra khỏi chiếc máy bay, và khi thấy mặt họ, biết được họ đã nghe gì...[Nicolich] trèo vào cái lỗ qua đống vali và đồng phục bóng bầu dục, cúi xuống miệng hầm u tối, và nhìn các khuôn mặt ảm đạm đang ngước nhìn anh. "Các cậu", anh kêu lên, "có tin mừng rồi! Chúng ta vừa nghe được trên radio. Họ đã hủy bỏ cuộc tìm kiếm." Trong chiếc máy bay đông đúc chỉ có sự im lặng. Khi sự vô vọng về tình cảnh của mình cuốn chìm họ, họ khóc. "Làm sao mà là tin mừng được?" Paez quát Nicholich. "Vì nó có nghĩa là", [Nicholich] nói, "chúng ta sẽ tự thoát ra khỏi nơi này." Niềm can đảm của đứa trẻ này đã ngăn trở được một sự tràn ngập của tuyệt vọng. (88–89, lần in đầu tiên.

## Thực phẩm
Những người sống sót chỉ có một số ít đồ ăn: vài thanh sô-cô-la, vài miếng kẹo, và chai rượu. Trong hai ngày sau tai nạn, họ chia đồ ăn này ra các phần nhỏ cho đỡ tốn. Fito cũng nghĩ ra một cách để làm tan tuyết thành nước uống.
Bất chấp việc chia khẩu phần nghiêm ngặt, nguồn thực phẩm chóng cạn. Thêm vào đó, xung quanh họ không có cây cối hay thú vật nào. Vì thế, những người này chỉ còn sống do quyết định ăn thịt của những người đã chết. Quyết định ăn thịt này thật không dễ dàng, tại vì phần nhiều là bạn quen cùng lớp. Trong sách Miracle in the Andes: 72 Days on the Mountain and My Long Trek Home năm 2006, người sống sót Nando Parrado nói về quyết định này:
Trên núi cao, thân thể cần rất nhiều calo... chúng tôi đang bắt đầu chết đói, và không có hy vọng tìm ra thức ăn, nhưng cái đói đã đến đà không chịu nổi cho nên chúng tôi vẫn tìm... tìm đi tìm lại trong máy bay để tìm miếng ăn. Chúng tôi đã ăn thử da thuộc từ vali, tuy biết rằng chúng đã được nhúng vào các chất hóa học có hại hơn là có lợi. Chúng tôi đã xé ra ghế ngồi để tìm rơm, nhưng chỉ tìm được foam không ăn được... Tôi đã đi đến kết luận nhiều lần: nếu chúng tôi không ăn quần áo mình đang mặc, không còn gì khác để ăn trừ nhôm, nhựa, tuyết, và đá. (94–95)
Mọi hành khách theo đạo Công giáo, và Piers Paul Read nhấn mạnh điều này trong sách của ông. Theo Read, một số người coi vụ này giống lễ Tiệc Thánh. Những người khác đầu tiên ngại ăn thịt này, nhưng sau khi thấy rõ là chỉ có thể sống bằng cách ăn thịt người, họ đổi ý vài ngày sau.

## Quyết định khó khăn
Tám người sống sót sau tai nạn chết vào tối ngày 29 tháng 10 vì tuyết lở trong khi họ ngủ đang trong thân máy bay. Sau đó, vài sinh viên cứ nhất định rằng cách sống sót duy nhất là leo qua dãy núi và kêu cứu. Do phi công phụ cứ nói trước khi chết là máy bay vừa qua Curico, họ tưởng là miền quê Chile chỉ còn cách vài kilômét về phía tây. Vài người khỏe mạnh nhất trong bọn đi về nhiều hướng để tìm đuôi máy bay và những bạn đã rơi khỏi máy bay ngay khi xuống đất. Một trong những cuộc tìm kiếm đó, họ tìm thấy thi hài của sáu người ở mực cao hơn. Nhiều người muốn ra tìm kiếm nhưng ngại vì khó đi bộ ở độ cao này và khó sống ngoài trời lạnh ban đêm.
Sau vài cuộc thăm dò, một nhóm cuối cùng bắt đầu lên đường, nhóm này bao gồm Nando Parrado, Roberto Canessa, và Antonio "Tintin" Vizíntin. Theo yêu cầu của Canessa, Parrado và Canessa mới đầu thử đi xuống về phía đông để tìm đuôi máy bay. Lần này họ tìm được đuôi, nó vẫn chứa đựng vài va li. Họ kiếm đồ ăn, sách hài, quần áo, và thuốc lá. Tintin cũng kiếm chất cách ly bọc ống; chất này sẽ có vai trò quan trọng để ra khỏi dãy núi.

### Radio
Mới đầu sau khi tai nạn, những người còn sống thử xài radio trong buồng lái để kêu cứu. Tuy nhiên, họ nhận ra là radio này không có điện. Thợ máy của máy bay sống sót sau tai nạn (nhưng về sau chết trong vụ tuyết lở) nói là bộ pin của chiếc Fairchild được xếp trong phần đuôi bị mất.
Khi tìm thấy đuôi, họ cũng kiếm bộ pin. Tuy nhiên, nó nặng quá, không thể mang nó qua thân máy bay. Thay vào đó, họ quyết định khuân radio qua phần đuôi. Các sinh viên lại lên núi và xin trợ giúp của Roy Harley, một trong những người còn sống trẻ nhất, và người giỏi nhất về máy móc. Sau vài ngày thử, Harley và Canessa hiểu là radio không còn sửa được, và những người này trở lại máy bay. Hồi đó mọi người không biết là radio không chạy bằng pin, mà nó chạy bằng điện năng của các động cơ máy bay.

### Túi ngủ
Bây giờ rõ ràng là chỉ có thể leo qua dãy núi về phía tây. Tuy nhiên, họ cũng hiểu là phải tìm cách sống qua đêm để có thể đi tới nơi. Vào lúc này có người đề nghị làm túi ngủ. 34 năm sau, Nando Parrado có nói về việc làm chăn chui trong cuốn sách Miracle in the Andes của ông.
Sau khi làm túi ngủ, một người nữa, Numa Turcatti, thiệt mạng do bị thương. Canessa cuối cùng đổi ý và quyết định lên đường, và ba người bắt đầu lên núi ngày 12 tháng 12.

### Ngày 12 tháng 12
Ngày 12 tháng 12 năm 1972, khoảng hai tháng sau tai nạn, Parrado, Canessa, và Vizintín bắt đầu leo lên núi. Parrado đi bộ đằng trước, nhiều khi phải ngừng lại để cho hai người kia theo kịp. Tuy trời vẫn lạnh lẽo, chăn chui (làm bằng chất cách nhiệt của đuôi máy bay) làm họ có thể sống qua đêm.
Ngày thứ ba của cuộc tìm kiếm, Parrado tới đỉnh núi trước hai người kia. Anh thấy một cảnh tượng làm anh muốn xỉu. Trải ra mãi tận chân trời là núi. Thấy hình "Y" nhỏ ở xa, anh đoán ra lối để ra khỏi dãy núi, và nhất định không từ bỏ hy vọng. Do biết là cuộc tìm này sẽ tốn sức hơn họ tưởng, Parrado và Canessa bảo Vizintín quay trở lại nơi tai nạn, tại vì khẩu phần sắp hết. Anh này quay về tới nơi xảy ra tai nạn chỉ ba giờ sau.

## Cứu hộ

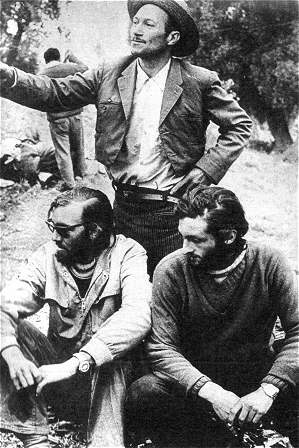
Fernando Parrado và Roberto Canessa với cao bồi Sergio Catalan

Parrado và Canessa đi bộ vài ngày nữa, tới cuối cánh đồng băng vĩnh cửu. Tối thứ chín, Parrado và Canessa ngồi xuống nghỉ. Trong lúc Parrado đang kiếm gỗ để đốt lửa, Canessa nhận ra người đàn ông cưỡi ngựa ở bên kia sông, và kêu gọi Parrado (anh cận thị) chạy xuống bờ sông. Mới đầu Canessa tưởng chỉ có một người cưỡi ngựa, nhưng mãi sau họ thấy có tới ba người. Ở bên này sông, Nando và Canessa cố gắng giải thích tình trạng cho một trong ba người đó, một cao bồi người Chile (huaso) tên là Sergio Catalan, ông kêu "ngày mai". Lúc đó Parrado và Canessa biết là hai anh sẽ được cứu và nằm xuống ngủ bên cạnh sông. Hôm sau ba người đó trở lại, buộc giấy và bút chì vào đá, ném cho hai anh. Parrado ghi xuống một câu ngắn về tai nạn máy bay và quăng nó lại. Catalan cưỡi ngựa nhiều giờ để kiếm trợ giúp và cuối cùng cứu hộ bằng máy bay trực thăng đến. Họ xin Nando bay qua dãy núi để dẫn các máy bay đến cứu những người còn lại trên núi. Tin tức về những người gặp nạn hai tháng trước còn sống sót lộ ra cho báo chí quốc tế và nhiều nhà báo bắt đầu đổ tới.
Ngày sau, những người còn lại nghe trên đài bán dẫn là Parrado và Canessa đã tìm kiếm trợ giúp thành công, và chiều đó, ngày 22 tháng 12 năm 1972, máy bay trực thăng chở Parrado và hai người "tìm kiếm và giải cứu" xuống đón một nửa số người còn sống, 4 người cứu hộ tình nguyện ở lại cùng với những người sống sót, cho đến khi máy bay trực thăng thứ hai có thể tới. Họ phải chờ đến sáng hôm sau, vì bay trên Andes ban đêm quá nguy hiểm, nên mọi người phải ngủ trong thân máy bay lần nữa. Máy bay thứ hai tới nơi lúc tảng sáng ngày 23 tháng 12, và lúc đó cả 16 người còn lại được cứu. Những người sống sót được chở đến bệnh viện tại Santiago vì bệnh độ cao, khử nước, phát cước, xương gãy, bệnh thiếu sinh tố (scurvy), và đói, suy dinh dưỡng.

## Hậu quả
Khi được cứu, những người sống sót mới đầu giải thích là họ ăn pho mát để sống, với mục đích được gặp gia đình trước khi kể chuyện thật. Tuy nhiên, họ bị săm soi kỹ lưỡng khi hình ảnh bị lộ ra cho báo chí và những bài báo giật gân được xuất bản mà không xin phép. Phần nhiều tranh cãi xảy ra quanh việc ăn thịt của người chết. Tuy Giáo hội Công giáo đã nói rõ là các sinh viên phải ăn thịt người để sống, nên họ không có tội, và các gia đình của người chết đã phát biểu ý kiến ủng hộ các sinh viên còn sống, nhưng báo chí vẫn ra viết bài rầm rộ về điều này. Vì thế, các người sống sót tổ chức cuộc họp báo ngày 28 tháng 12 tại Trường Stella Maris ở Montevideo, trong đó họ kể lại những sự kiện trong 72 ngày về trước. Về sau, họ cũng giúp xuất bản hai sách, hai phim, và website chính thức về vụ này.

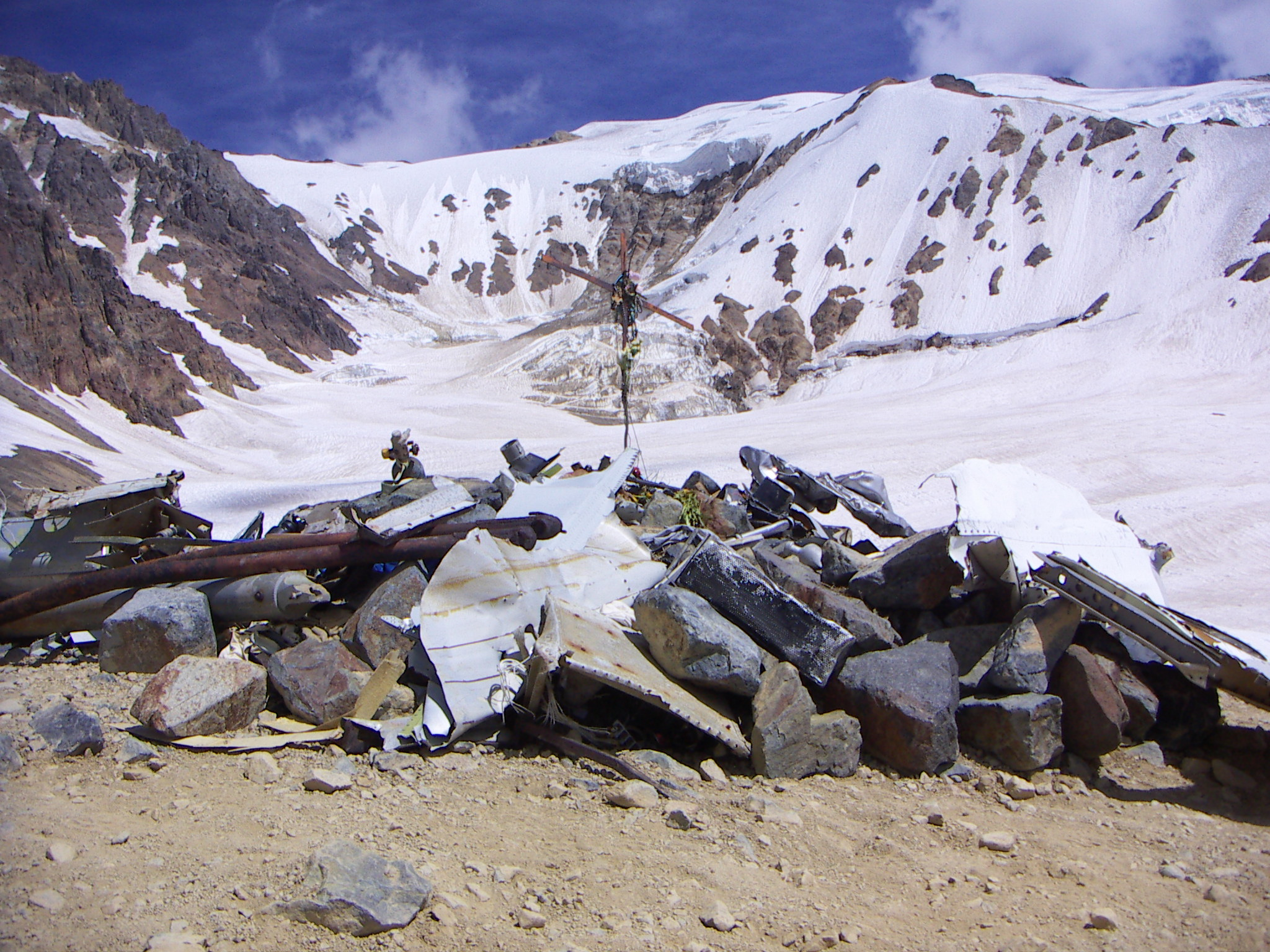
Thánh giá được dựng lên tại phần máy bay còn lại. Hình chụp tháng 2 năm 2006.

Những người chết được chôn dưới đống đá, cách nơi tai nạn 800 mét. (Piers Paul Read giải thích rằng những trận tuyết lở đã đẩy thân máy bay xuống núi, che nó dưới đống tuyết nhiều năm) Họ dựng lên một thánh giá sắt tại trung tâm của ngôi mộ. Những phần còn lại của thân máy bay bị đốt để tránh những người tò mò đến tham quan.

### Những người sống sót
16 sinh viên được cứu:
- José Pedro Algorta, 21 tuổi
- Roberto Canessa, 19
- Alfredo "Pancho" Delgado, 24
- Daniel Fernandez, 26
- Roberto "Bobby" François, 20
- Roy Harley, 20
- José Luis "Coche" Inciarte, 24
- Álvaro Mangino, 19
- Javier Methol, 38
- Carlos "Carlitos" Páez, 18
- Nando Parrado, 22
- Ramón "Moncho" Sabella, 21
- Adolfo "Fito" Strauch, 24
- Eduardo Strauch, 25
- Antonio "Tintin" Vizíntin, 19
- Gustavo Zerbino, 19

### Những người chết
24 hành khách và cả 5 nhân viên phi hành đoàn:
- Francisco "Panchito" Abal, 21 tuổi
- Gaston Costemalle, 23
- Rafael Echavarren, 22
- Đại tá Julio César Ferradás, 39, phi công
- José Guido Magri, 23
- Alexis "Alejo" Hounié, 20
- Trung uý Dante Lagurara, 41, phó phi công
- Filipe Maquirriain, 22
- Mrs. Graciela Mariani, 43
- Julio Martínez Lamas, 24
- Trung tá Ramon Martínez, 30, hoa tiêu
- Daniel Maspons, 20
- Juan Carlos Menéndez, 22
- Bà Liliana Methol, 34
- Ông Esther Nicola, 40
- Bác sĩ Francisco Nicola, 40
- Gustavo "Coco" Nicolich, 20
- Arturo Nogueira, 21
- Bà Eugenia Parrado, 50
- Susana "Susy" Parrado, 20
- Marcelo Pérez, 25
- Enrique Platero, 22
- Trung sĩ Ovidio Ramirez, 26, nhân viên
- Trung sĩ Carlos Roque, 24, thợ máy
- Daniel Shaw, 24
- Diego Storm, 20
- Numa Turcatti, 24
- Carlos Valeta, 18
- Fernando Vasquez, 20

### Sách

#### Alive: The Story of the Andes Survivors(1974)
Cuốn sách đầu tiên, Alive: The Story of the Andes Survivors, do Piers Paul Read phỏng vấn những người sống sót và các gia đình của họ, và được xuất bản hai năm sau cuộc giải cứu. Nó được các nhà phê bình hoan nghênh và vẫn là chuyện thật rất phổ biến ngày nay. Vào đầu sách, các người sống sót giải thích tại sao họ muốn sách được viết:
Chúng tôi quyết định rằng cuốn sách này cần được viết ra và sự thật cần được lên tiếng vì đã có rất nhiều tin đồn thất thiệt về những gì xảy ra ở dãy núi ấy. Chúng tôi muốn dành tặng câu chuyện về nỗi đau và sự đoàn kết của chúng tôi cho bạn bè đã mất và cho cha mẹ họ, những người đã đón nhận chúng tôi bằng tình yêu và sự cảm thông chia sẻ, vào thời điểm chúng tôi cần nhất những tình cảm ấy.
Harper & Brothers xuất bản lần in thứ hai của sách vào năm 2005. Nhà xuất bản đổi tên thành Alive: Sixteen Men, Seventy-two Days, and Insurmountable Odds — The Classic Adventure of Survival in the Andes và bao gồm phần giới thiệu mới và bài phỏng vấn Piers Paul Read, Coche Inciarte, và Álvaro Mangino.

#### Miracle in the Andes(2006)
34 năm sau khi được cứu, Nando Parrado xuất bản cuốn sách Miracle in the Andes: 72 Days on the Mountain and My Long Trek Home (với Vince Rause), nó cũng được hoan nghênh bởi các nhà phê bình. Trong sách này, Parrado cũng nói đến dư luận về tai nạn:
Thực tế, sự sống sót của chúng tôi đã được tôn vinh thành niềm tự hào quốc gia. Những gian khổ mà chúng tôi trải qua được tung hô như một cuộc phiên lưu đầy vinh quang... Tôi không biết phải làm thế nào để giải thích cho mọi người biết rằng không có chút vinh quang gì trong những ngọn núi ấy. Tất cả chỉ là sự ngu xuẩn, nỗi sợ hãi, tuyệt vọng và cảm giác tội lỗi đè nặng khi phải chứng kiến quá nhiều người vô tội ngã xuống. Tôi cảm thấy sốc bởi chủ nghĩa giật gân mà nhiều tờ báo sử dụng khi viết về những thứ chúng tôi đã phải ăn để tồn tại. Ngay sau khi chúng tôi được cứu thoát các chức sắc của Nhà thờ Thiên chúa giáo đã tuyên bố rằng chúng tôi không phạm tội ác nào vì đã ăn thịt người chết. Giống như Roberto đã nói khi ở trên núi, nhà thờ nói với thế giới rằng tội ác chỉ xảy ra nếu chúng tôi không tự cứu lấy bản thân. Điều làm tôi cảm thấy được an ủi nhất là nhiều bậc phụ huynh của các chàng trai tử nạn đã thể hiện sự ủng hộ của họ đối với chúng tôi, nói với thế giới rằng họ hiểu và chấp nhận những việc chúng tôi đã phải làm để tồn tai... bất chấp những điều đó, nhiều bài báo vẫn tập trung đưa tin về bữa ăn của chúng tôi, bằng những phương thức rất bất cẩn và xoi mói. Một số tờ báo thận chí còn chạy những hàng tít lớn với tông màu nhợt nhạt bên cạnh những tấm ảnh khủng khiếp về sự kiện và giật chúng ra trang nhất. (247–248)

### Phim

#### Survive!
Phim Survive! năm 1976 của đạo diễn René Cardona

#### Alive: The Miracle of the Andes(1993)
Phim Alive: The Miracle of the Andes có cả nhà phê bình thích và không thích. Phim này do Frank Marshall đạo diễn và dựa trên sách Alive của Read. Ethan Hawke đóng phim và John Malkovich kể chuyện.
Nando Parrado làm cố vấn kỹ thuật cho phim. Carlitos Páez (xem thêm Casapueblo) và Ramón "Moncho" Sabella cũng thăm mẫu của thân máy bay được xây cho phim, để xem nó đúng theo lịch sử hay không và để chỉ dạy diễn viên về các sự kiện.

#### Alive: 20 Years Later(1993)
Alive: 20 Years Later là phim tài liệu được viết và đạo diễn bởi Jill Fullerton-Smith và được Martin Sheen kể chuyện. Nó khảo sát cuộc sống của các người sống sót, 20 năm sau tai nạn. Nó cũng nói về vai trò của họ trong phim Alive: The Miracle of the Andes.